# Trijaya (Sungai Bahar)
Trijaya is een bestuurslaag in het regentschap Muaro Jambi van de provincie Jambi, Indonesië. Trijaya telt 1086 inwoners (volkstelling 2010).